# Lijst van voetbalinterlands Djibouti - Malawi
Deze lijst van voetbalinterlands is een overzicht van alle officiële voetbalwedstrijden tussen de nationale teams van Djibouti en Malawi. De landen hebben tot op heden drie keer tegen elkaar gespeeld. De eerste wedstrijd, een groepswedstrijd tijdens de CECAFA Cup 2006, vond plaats op 26 november 2006 in Addis Abeba (Ethiopië). Het laatste duel, een kwalificatiewedstrijd voor het Wereldkampioenschap voetbal 2010, werd gespeeld in Djibouti op 5 september 2008.

## Wedstrijden
| № | Plaats      | Datum            | Competitie           | Wedstrijd         | Uitslag |
| - | ----------- | ---------------- | -------------------- | ----------------- | ------- |
| 1 | Addis Abeba | 26 november 2006 | CECAFA Cup 2006      | Malawi − Djibouti | 3 − 0   |
| 2 | Blantyre    | 31 mei 2008      | WK 2010 kwalificatie | Malawi − Djibouti | 8 − 1   |
| 3 | Djibouti    | 5 september 2008 | WK 2010 kwalificatie | Djibouti − Malawi | 0 − 3   |

## Samenvatting
| Competitie      | Totaal gespeeld | Winst Djibouti | Gelijk | Winst Malawi | Doelsaldo Djibouti – Malawi |
| --------------- | --------------- | -------------- | ------ | ------------ | --------------------------- |
| WK-kwalificatie | 2               | 0              | 0      | 2            | 1 − 11                      |
| CECAFA Cup      | 1               | 0              | 0      | 1            | 0 − 3                       |
| Totaal          | 3               | 0              | 0      | 3            | 1 − 14                      |

Wedstrijden bepaald door strafschoppen worden, in lijn met de FIFA, als een gelijkspel gerekend.
FDF · A-internationals · Djiboutiaans vrouwenelftal · Olympisch elftal · 
1990 – 1999 ·
2000 – 2009 ·
2010 – 2019 ·
2020 − 2029
1994 · 
1995 · 
1996 · 
1997 · 
1998 · 
1999 · 
2000 · 
2001 · 
2002 · 
2003 · 
2004 · 
2005 · 
2006 · 
2007 · 
2008 · 
2009 ·
2010 · 
2011 · 
2012 ·
2013 ·
2014 ·
2015 · 
2016 ·
2017 ·
2018 ·
2019 ·
2020 ·
2021 ·
2022 ·
2023 ·
2024
Algerije ·
Burkina Faso ·
Burundi ·
Comoren ·
Congo-Kinshasa ·
Egypte ·
Equatoriaal-Guinea ·
Eritrea ·
Ethiopië ·
Gambia ·
Guinee-Bissau ·
Jemen ·
Kenia ·
Libanon ·
Liberia ·
Malawi ·
Mauritius ·
Namibië ·
Niger ·
Oeganda ·
Pakistan ·
Rwanda ·
Sierra Leone ·
Soedan ·
Somalië ·
Swaziland ·
Tanzania ·
Togo ·
Tunesië ·
Zambia ·
Zimbabwe ·
Zuid-Soedan
FAM · 
Bondscoaches · 
Topscorers · 
Malawisch vrouwenelftal
1962 - 1969 · 
1970 - 1979 · 
1980 - 1989 · 
1990 - 1999 · 
2000 – 2009 · 
2010 – 2019 ·
2020 − 2029
Algerije ·
Angola ·
Bangladesh ·
Benin ·
Botswana ·
Burkina Faso ·
Burundi ·
Comoren ·
Congo-Brazzaville ·
Congo-Kinshasa ·
Djibouti ·
Egypte ·
Equatoriaal-Guinea ·
Eritrea ·
Ethiopië ·
Gabon ·
Ghana ·
Guinee ·
Ivoorkust ·
Jemen ·
Kameroen ·
Kenia ·
Lesotho ·
Liberia ·
Libië ·
Madagaskar ·
Mali ·
Marokko ·
Mauritius ·
Mozambique ·
Namibië ·
Nigeria ·
Oeganda ·
Rwanda ·
Sao Tomé en Principe ·
Senegal ·
Seychellen ·
Sierra Leone ·
Soedan ·
Somalië ·
Swaziland ·
Tanzania ·
Togo ·
Tsjaad ·
Tunesië ·
Zambia ·
Zimbabwe ·
Zuid-Afrika ·
Zuid-Soedan